# Gran Enciclopèdia Catalana
För andra betydelser, se GEC.
Gran Enciclopèdia Catalana ("Stora katalanska encyklopedin", GEC) är det största allmänna katalanskspråkiga uppslagsverket i pappersform. Det skapades 1968 och kom fram till år 2000 ut i 13 upplagor eller tryckningar. Verket skapades via förlaget Edicions 62 och utgivningen sköttes senare via det egna uppslagsverksförlaget Grup Enciclopèdia Catalana. År 1997 lanserades GEC i en version för Internet, numera fritt tillgänglig.

## Historia
Projektet föranleddes av diskussioner 1965, av personer med koppling till Barcelonas universitet. Man sökte och fick stöd från Jordi Pujol, då arvtagare till grundaren av Banca Catalana (1947–2000). En av de fyra var Max Cahner, som fyra år tidigare startat bokförlaget Edicions 62.
Utformningen av uppslagsverket var inledningsvis föremål för diskussion. Ett förslag gällde tre volymer på vardera 1000 sidor, ett annat åtta volymer à 800 sidor. Det mer omfattande förslaget vann till slut, och man enades om Gran ('Stor') som del av namnet.

### Tryckta utgåvor (1968–2009)
GEC började 1968 sitt liv via en utgivning i häftesform och via prenumeration. Man presenterade i alfabetisk ordning encyklopediska artiklar med koppling till historia, geografi, kultur och samhälle i alla delar av världen. Presentationen var dock ur en katalanskspråkig kontext, via artiklar som i regel skrevs av katalanska ämnesexperter. Detta innebar att man lade särskild tonvikt på ämnen kopplade till de olika katalanskspråkiga områdena, inklusive Andorra, Valenciaregionen, Nordkatalonien och La Franja.
Efter att den första volymen givits ut i december 1968, och fram till 1972 kom ytterligare två band. De ökade kostnaderna för projektet ledde till att Edicions 62 redan 1970 drog sig ur projektet, som därefter fortsatte sin utgivning som det egna bolaget  Enciclopèdia Catalana SA. 1980 kom den femtonde och sista volymen i tryck, varefter följde sex supplementband och en atlas betitlad Atles Universal Català. Själva uppslagsverket kompletterades också med en omfattande ordbok.
Under 1980-talet följde ekonomiska svårigheter för Banca Catalana, vilket slutligen ledde till banken integrerades i Banco Bilbao Vizcaya. Så dags hade man dock fått upp försäljningen för GEC, som fram till 1989 trycktes i mellan 170 000 och 250 000 uppsättningar. Detta inkluderar den andra upplagan, som producerades åren 1986–1989, i 24 volymer plus supplementband. Fler supplementband producerades till den andra upplagan åren 1997, 2001, 2005 och 2009, vid sidan av sammanlagt elva nytryckningar av upplagan. Den sista kompletta uppsättningen av GEC trycktes hösten 2000.

### Internetversioner (sedan 1997)
Så dags hade man redan 1997 lanserat en digital version av uppslagsverket, inledningsvis under namnet Hiperenciclopèdia och via betalabonnemang. Abonnenterna var i stor utsträckning köparna av den tryckta upplagan, liksom tjänstemän på regionförvaltningen och olika utbildningsinstitutioner.
2007 återlanserades den digitala versionen under namnet L'Enciclopèdia, denna gång även med kopplingar till andra lexikonprojekt på förlaget. Man kompletterade även med en Hyperencyclopaedia, vilken bestod av utvalda artiklar ur GEC översatta till engelska. Samtidigt fattades beslutet att sluta med pappersversioner av uppslagsverket. Det digitala uppslagsverket – på webbadressen www.enciclopedia.cat – skulle också vara fritt tillgängligt, med möjlighet för uppdateringar av användarna själva (i likhet med Internetuppslagsverket Wikipedia). Delsponsor för denna satsning har sedan dess varit Fundació "la Caixa", huvudägare till Caixabank – en av Spaniens största banker.
2013 avbröt man dock satsning på användargenererat material, samtidigt som man lanserade en ny version av webbportalen med en helt integrerad sökfunktion för de olika sidoverken.